# Абылайша
Абылайша — временное походное жилище у казахов, использовавшееся как для дальних перекочёвок, так и для военных походов.

## Описание
По своей структуре абылайша напоминает кос: её каркас состоит из множества упёртых в землю длинных вогнутых жердей (уыки, или унины), скрещивающихся друг с другом и завершающихся небольшим круглым куполом шаныраком, исполнявшим роль дымохода, в который они и вставлялись; кереге — решётки и канаты, формирующие нижнюю часть юрты, отсутствуют; помимо узика, войлочного покрытия для жердей-уыков, используется также тундук — войлочное покрытие для шанырака; трапециевидные куски войлока, туырлыки, не используются; вход в жилище закрывает войлочная дверь.
В прошлом прототипы подобных юрт использовались в военных походах войсками Абылай-хана, отсюда и происходит их название — абылайша.
В начале и середине XX века распространение и значение абылайши начали постепенно снижаться. Однако у казахов, занимающихся экстенсивным животноводством, этот вид жилища частично сохраняется до сих пор.